# Mezholezský rybník
Mezholezský rybník se nachází severozápadně od obce Mezholezy, v okrese Domažlice v Plzeňském kraji v České republice, asi 12 km jihozápadně od Stříbra v nadmořské výšce 436 m n. m. Rybník má rozlohu 39 hektarů a je tak 11. největší rybník v Plzeňském kraji a největší rybník v okruhu 17 kilometrů.

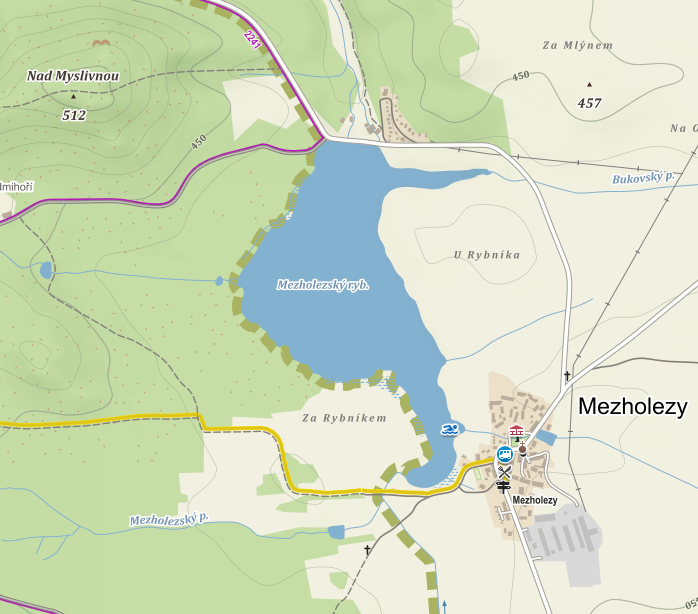
Poloha Mezholezského rybníka